# István I của Hungary
István I, còn được gọi là Vua thánh Stêphanô (tiếng Hungary: Szent István király IPA: [ˌsɛnt ˈiʃtvaːn kiraːj]; tiếng Latinh: Sanctus Stephanus; tiếng Slovak: Štefan I. hay Štefan Veľký; k. năm 975 – 15 tháng 8 năm 1038), là đại vương công cuối cùng của người Magyar từ năm 997 đến năm 1000/1001 và quốc vương tiên khởi của nước Hungary từ năm 1000/1001 đến khi ông qua đời vào năm 1038. Mặc dù năm sinh của ông cho đến nay vẫn không rõ ràng, tuy nhiên nhiều chi tiết về cuộc đời của ông cho thấy ông sinh vào năm 975 hoặc muộn hơn tại thành Esztergom. Tên khai sinh của ông là Vajk, một cái tên có nguồn gốc Pagan giáo, và hiện nay người ta vẫn chưa thể xác định ngày ông được lãnh phép rửa tội. Ông là con một của Đại vương công Géza và Phu nhân Sarolt thuộc dòng dõi Gyula quý phái. Ông là thành viên đầu tiên của gia tộc mình sống đạo Chúa Kitô cách sốt sắng, mặc dù cả cha và mẹ của ông đều đã lãnh phép rửa tội. Vợ của ông là chân phước Gisela xứ Bayern, một người nữ thuộc vương triều Otto.
Sau khi lên kế vị vua cha vào năm 997, ông bị lôi vào một cuộc chiến tranh giành ngai vàng chống lại người anh em họ của mình là Công tước Koppány, vị vương tử được đông đảo chiến binh Pagan giáo ủng hộ. Sau cùng, ông đã giành thắng cuộc với sự giúp đỡ của một số kỵ sĩ ngoại quốc như Vecelin và hai anh em Hont và Pázmány, cùng một số lãnh chúa người Magyar. Lễ đăng quang cho Vua István I được cử hành vào ngày 25 tháng 12 năm 1000 hay là ngày 1 tháng 1 năm 1001. Trước đó, Giáo tông Silvester II đã truyền đem vương miện đến Hungary để phục vụ nghi lễ gia miện cho vị tân vương. Sau nhiều năm chinh chiến chống lại các bộ lạc và tù trưởng bán độc lập—chẳng hạn như bộ lạc của người Magyar Đen và bác của ông là Gyula Trẻ—Vua István I thành công thống nhất toàn bộ bồn địa Pannonia. Để bảo toàn nền độc lập của vương quốc mình, ông từng buộc quân lính xâm lăng của Hoàng đế Thánh chế La Mã là Konrad II phải triệt thoái khỏi Hungary vào năm 1030.
Tại Hungary, Vua István I thiết lập ít nhất 1 tổng giáo phận, 6 giáo phận, 3 đan viện tòng thổ thuộc dòng Biển Đức và lãnh đạo Giáo hội Hungary độc lập với các tổng giám mục của Đế quốc La Mã Thần thánh. Nhà vua khuyến khích người dân theo đạo Chúa Kitô và trừng phạt cách hà khắc những ai không chịu thực hành phong tục Kitô giáo. Vương quốc Hungary thời Vua István I được chia thành các hạt (vùng lãnh thổ bao quanh một pháo đài) và được đặt dưới sự cai quản của các quan Ispán (tương đương bá tước). Người dân Hungary được hưởng nền thái bình lâu dài dưới triều Vua István I và tại nước Hungary dần hình thành các cung đường để đi từ Đất Thánh và Constantinopolis sang Tây Âu dành cho khách hành hương cũng như thương nhân.
Ông sống lâu hơn tất cả các con của mình, để rồi qua đời vào ngày 15 tháng 8 năm 1038, hưởng thọ 62 hoặc 63 tuổi. Linh cữu ông được an táng tại ngôi Vương cung thánh đường Székesfehérvár do ông truyền lệnh xây cất và cung hiến cho Đức Trinh nữ Maria. Sau khi ông qua đời, nước Hungary rơi vào vòng xoáy nội chiến liên miên kéo dài hàng thập kỷ. Vua István I, cùng với Giám mục Gerard Sagredo và con trai mình là Emeric, đã được Giáo tông Gregorius VII tuyên hiển thánh vào năm 1083. Vua István I với thánh hiệu Stêphanô nước Hungary là một vị thánh nổi tiếng tại Hungary và một số vùng đất lân bang. Ngày lễ kính thánh Stêphanô nước Hungary được Giáo hội Công giáo ấn định vào ngày 20 tháng 8 hằng năm cũng được công nhận là một trong những ngày lễ ở Hungary nhằm kỷ niệm sự kiện thành lập Vương quốc Hungary với tên gọi là "Ngày Lập quốc" (tiếng Hungary: Az államalapítás ünnepe).

## Niên thiếu (k.975–997)
Ngày sinh của Vua István I cho đến nay vẫn không rõ ràng vì không được ghi chép trong các thư tịch cùng thời với ông. Một số biên niên sử của Hungary và Ba Lan nhiều thế kỷ sau đã đưa ra ba mốc thời gian khả thi về năm sinh của Vua István I, đó là năm 967, 969 và 975. Các lời chứng của ba bản hạnh sử thánh Stêphanô viết vào cuối thế kỷ 11 hoặc đầu thế kỷ 12, cùng một số nguồn khác bằng tiếng Hungary, đều nhất loạt nêu rằng Vua István I "vẫn còn trong độ tuổi thiếu niên" vào năm 997, từ đó củng cố độ tin cậy của mốc năm 975. Cuốn "Cuộc đời Thánh Stêphanô, Quốc vương Hungary" bản Vita Minor cho biết thêm rằng ông được sinh ra ở thành Esztergom. Điều này ngụ ý rằng năm sinh của ông phải diễn ra sau năm 972 vì vào khoảng năm này, cha ông là Đại vương công Géza của người Hungary đã chọn Esztergom làm kinh đô nước mình. Đại vương công Géza có công trong việc truyền bá đạo Chúa Kitô trong dân sự bằng con đường vũ lực, tuy nhiên chính ông lại không từ bỏ việc thờ phượng các thần ngoại giáo. Cuốn "Cuộc đời Thánh Stêphanô, Vua nước Hungary" bản Vita Maior (sau đây xin gọi là Truyền thuyết lớn) cùng với mô tả của Giám mục Thietmar của Merseburg (gần như cùng thời với Vua István I) đều mô tả rằng cha của Vua István I là một tên bạo chúa, cùng chuyên quyền, là kẻ đã giành lấy quyền cai trị vùng đất một cách tàn nhẫn từ tay các lãnh chúa người Magyar nổi loạn.
Các biên niên sử của Hungary đều ghi nhận rằng mẹ của Vua István I là bà Sarolt, con của ông Gyula, một tù trưởng người Magyar cai quản hoặc là vùng đất Transilvania, hoặc là một vùng đất rộng lớn hơn nằm giữa hai con sông Tisza và Maros. Nhiều sử gia, trong đó có Engel Pál và Kristó Gyula, đề xuất rằng cha của bà Sarolt rất giống ông "Gylas", một người Hungary từng lãnh phép rửa tội tại thành Constantinopolis vào khoảng năm 952 và "vẫn hằng sống trung thành với đạo Chúa Kitô", theo như lời kể của người chép biên niên sử người Đông La Mã Ioannes Skylitzes. Tuy nhiên việc đồng nhất hóa hai nhân vật trên không được tán thành cách rộng rãi; sử gia Györffy György cho rằng người nam được lãnh phép rửa tội tại kinh đô của Đế quốc Đông La Mã không phải là cha của bà Sarolt, nhưng là em của bà. Ngược lại với tất cả các tài liệu tiếng Hungary, cuốn Biên niên sử Ba Lan–Hungary cùng một số tài liệu của các tác giả Ba Lan về sau lại cho rằng mẹ của Vua István I là bà Adelhaid, một người chị em ít được biết đến của Mieszko I, Công tước Ba Lan, tuy nhiên độ tin cậy của tin đồn này đã bị nhiều sử gia hiện đại bác bỏ.

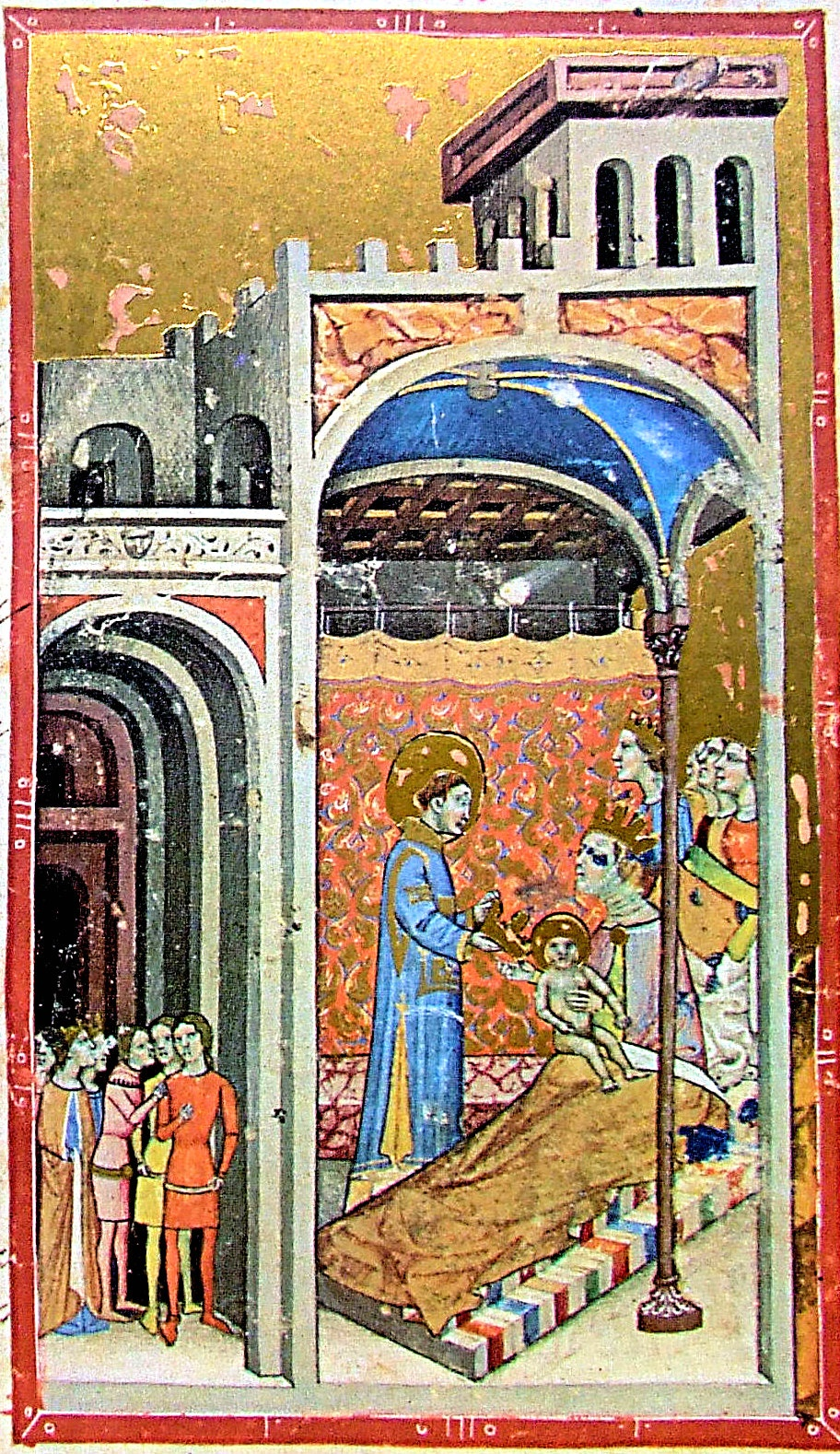
Minh họa sự ra đời của Vua István I theo cuốn Biên niên sử bằng tranh

Tên khai sinh của Vua István I là Vajk, bắt nguồn từ từ baj mà trong ngữ hệ Turk có thể hiểu là "anh hùng", "chủ nhân", "vương tử" hay là "giàu có". Cuốn Truyền thuyết lớn thuật lại rằng người ban phép rửa tội cho Vua István I là thánh Giám mục Adalbertus thành Praha. Vị này từng nhiều lần lưu lại trong cung đình của Đại vương công Géza trong khoảng thời gian từ năm 983 đến năm 994. Tuy nhiên cuốn Truyền thuyết của thánh Giám mục Bruno thành Quefurt gần cùng thời lại không nhắc đến sự kiện Vua István I lãnh phép rửa tội. Do đó, người ta chưa xác định được ngày Nhà vua lãnh phép rửa tội: sử gia Györffy đã chỉ ra rằng Vua István I đã được rửa tội không lâu sau khi chào đời, mà sử gia Kristó thì đề xuất rằng phải đến khi vua cha qua đời vào năm 997 thì Vua István I mới lãnh phép rửa.
Cuốn hạnh sử chính thức về Vua thánh Stêphanô, do Giám mục Hartvic biên soạn và được Giáo tông Innocentius III châu phê, thuật lại rằng khi còn ấu thơ, Nhà vua "đã được dạy về nghệ thuật ngữ pháp cách toàn diện". Lời kể trên hàm ý rằng Vua István I từng học tiếng Latinh, tuy vậy ta vẫn có cơ sở để hồ nghi về điểm này bởi vì có rất ít vua chúa biết viết trong thời đại của Nhà vua. Hai cuốn hạnh sử khác về Vua István I được viết vào thế kỷ 11 không hề nhắc tới chuyện học tập khoa ngữ pháp của Nhà vua mà chỉ thuật lại rằng Nhà vua "được nuôi dạy theo thể thức phù hợp với một vị vương tử trẻ". Sử gia Kristó thì cho rằng hạnh sử thế kỷ 11 về Vua István I chỉ đề cập đến việc rèn luyện thể chất của Nhà vua, bao gồm nhiều cuộc săn bắn và hoạt động quân sự. Theo lời kể của cuốn Biên niên sử bằng tranh, một trong những người từng dạy dỗ Nhà vua là Công tước Deodatus người Ý, người sau này đã cho xây dựng một tu viện ở thị trấn Tata.
Một số truyền thuyết về Vua István I kể rằng Đại vương công Géza đã triệu tập một công nghị gồm nhiều tù trưởng và chiến binh người Magyar khi István "bước vào giai đoạn đầu tiên của tuổi vị thành niên", tức là khi ông được 14 hay 15 tuổi. Đại vương công Géza đã chọn con trai mình là István làm người kế vị ngai vàng và sau đó tất cả công nghị viên đều tuyên thệ trung thành với vị vương tử trẻ tuổi. Sử gia Györffy từng viết mà không tiết lộ nguồn trích dẫn của mình rằng vào khoảng thời gian trên, Đại vương công Géza đã bổ nhiệm con trai mình làm Vương công xứ Nyitra. Một số sử gia người Slovak, trong đó có hai ông Ján Steinhübel và Ján Lukačka, đã tán thành quan điểm của sử gia Györffy và đề xuất rằng Vương công István cai quản miền Nyitra (nay là Nitra, Slovakia) kể từ khoảng năm 995.
Đại vương công Géza sắp đặt cho con trai mình kết hôn với bà Gisela, con gái Công tước Heinrich II xứ Bayern, vào năm 995 hoặc muộn hơn, từ đó thiết lập nên mối liên hệ gia tộc đầu tiên giữa một lãnh chúa Magyar và một hoàng thất Tây Âu do bà Gisela có quan hệ huyết thống mật thiết với triều đại Otto của các Hoàng đế La Mã Thần thánh. Theo một truyền thống bình dân được gìn giữ tại Đan viện Scheyern ở xứ Bayern, lễ hôn phối của Vương công István và Vương nữ Gisela được cử hành tại Lâu đài Scheyern và do thánh Giám mục Adalbertus chủ sự. Bà Phu nhân Gisela được các hiệp sĩ xứ Bayern hộ tống về nhà chồng, mà sau này nhiều người trong số họ đã được Vương công István ban thưởng lãnh địa để định cư tại Hungary. Đây là một hành vi củng cố vị thế quân sự của Vương công István. Sử gia Györffy viết rằng Vương công István cùng Phu nhân "có lẽ" đã định cư tại xứ Nyitra sau khi thành hôn.

## Cai trị (997–1038)

### Đại vương công (997–1000)
Sau khi Đại vương công Géza qua đời năm 997, những người ủng hộ Vương công István đã suy tôn ông làm Đại vương công trong một công nghị do ông triệu tập tại Esztergom. Ban đầu, Đại vương công István trên thực tế chỉ cai trị phần phía bắc của bồn địa Pannonia; phần lãnh thổ còn lại nằm dưới sự kiểm soát của các tù trưởng bộ lạc. Ông kế thừa ngôi vị cha mình theo chế độ con trai trưởng thừa kế. Tuy nhiên, chế độ kế thừa này lại đối chọi trực tiếp với hình thức trưởng bối kế thừa có tính truyền thống hơn, theo đó quy định rằng người kế thừa ngai vàng của Đại vương công Géza phải là vị niên trưởng của triều đại Árpád – khi đó là ông Koppány. Ông Koppány là Công tước xứ Somogy và đã cai trị miền Transdanubia ở phía nam hồ Balaton trong một thời gian dài.

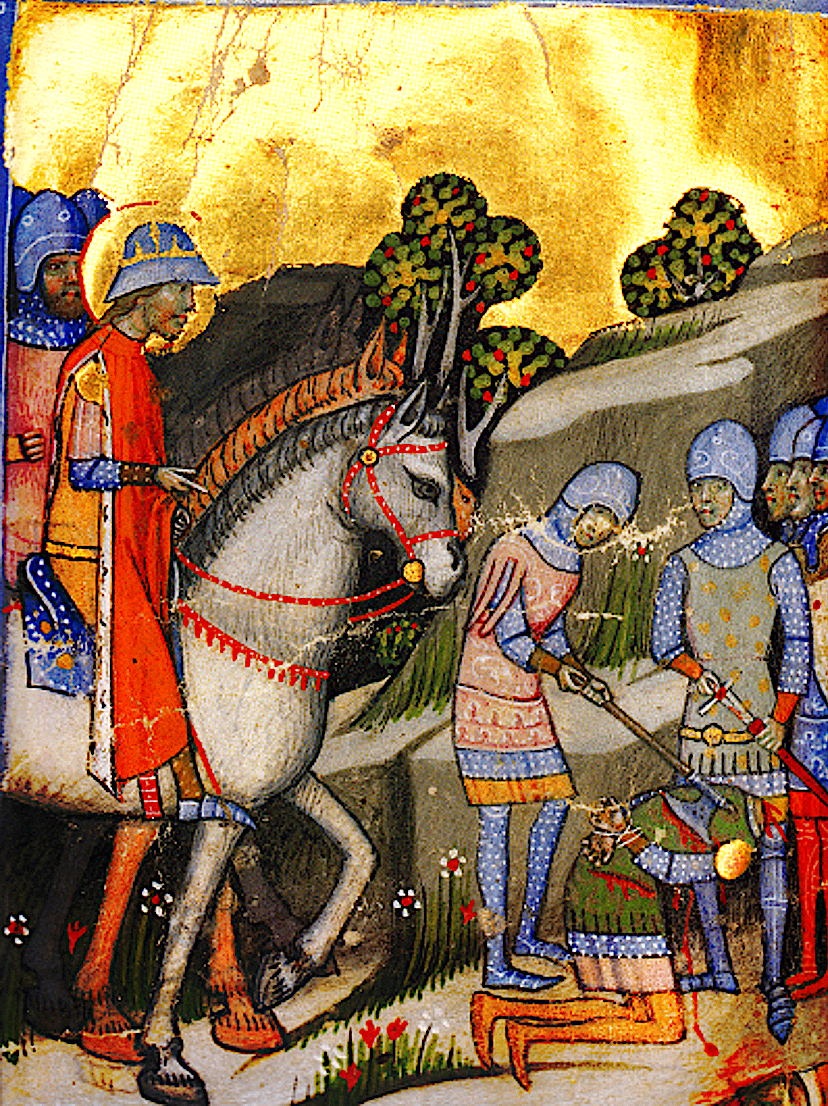
Minh họa vụ hành quyết Công tước Koppány sau khi Đại vương công Istvan thắng cuộc theo cuốn Biên niên sử bằng tranh

Công tước Koppány cầu hôn bà góa Sarolt để chu toàn tục lệ nối dây theo truyền thống Pagan giáo. Ông cũng tuyên bố rằng mình có quyền kế tục ngai vàng theo chế độ trưởng bối kế thừa. Dù không hẳn là không có khả năng Công tước Koppány đã lãnh phép rửa tội, tuy vậy vào năm 972, phần lớn những người ủng hộ ông thì theo Pagan giáo và chống đối phái Kitô giáo của Đại vương công István cùng đoàn tùy tùng người Đức của mình. Hiến chương thiết lập Đan viện tòng thổ Pannonhalma năm 1002 có đoạn viết về một cuộc chiến giữa "người Đức và người Magyar" khi đề cập đến các cuộc xung đột vũ trang giữa Đại vương công István và Công tước Koppány. Dù có đúng như thế thì sử gia Györffy vẫn cho rằng một số địa danh như Oszlar ("người Alan"), Besenyő ("người Pecheneg"), Kér, v.v. đề cập đến nhiều nhóm sắc dân hay là bộ lạc người Magyar sinh sống ở miền Transdanubia, nơi giáp ranh với Công quốc của Koppány gợi ý rằng nhiều đơn vị hỗ trợ quan trọng cùng nhiều nhóm lính người Magyar (những người đã được Đại vương công Géza truyền cho định cư ở đó) đã chiến đấu trong quân lực của Đại vương công István.
Sử gia Kristó cho rằng mâu thuẫn giữa Đại vương công István và Công tước Koppány chỉ đơn thuần là mối thâm thù giữa hai thành viên của triều đại Árpád và không phương hại đến giới tù trưởng người Magyar. Công tước Koppány đã xâm lược lãnh thổ phía bắc miền Transdanubia, chiếm được nhiều pháo đài thuộc sở hữu của Đại vương công István và tiến hành cướp bóc khắp nơi. Theo lời kể của cuốn Biên niên sử bằng tranh, Đại vương công István "lần đầu tiên đeo kiếm lên người", đặt hai anh em Hont và Pázmány làm chỉ huy đội cận vệ của mình và cử Vecelin làm chỉ huy quân đội vương thất. Ông Vecelin là một hiệp sĩ người Đức từng đến Hungary và định cư tại đây dưới thời Đại vương công Géza. Còn theo lời kể của Kézai Simon trong hai cuốn Gesta Hunnorum et Hungarorum và Biên niên sử bằng tranh, thì Hont và Pázmány là "các hiệp sĩ người gốc Swabia" định cư tại Hungary hoặc là dưới thời Đại vương công Géza, hoặc là trong những năm đầu khi Đại vương công István mới lên trị vì. Ngược lại, ông Lukačka cùng một số sử gia người Slovak khác thì cho rằng Hont và Pázmány là các quý tộc "người Slovak" và đã liên kết với Vương công István khi ông còn cai quản xứ Nyitra.
Trong khi đang bao vây thành Veszprém, Công tước Koppány được tin Đại vương công István đang dẫn quân tiến về phía mình. Và trong trận chiến diễn ra không lâu sau, Đại vương công István đã giành thắng lợi quyết định trước những kẻ thù nghịch. Công tước Koppány bị hành quyết ngay trên chiến trường. Thân xác ông bị phân ra làm tư rồi đem đi đem bêu nơi cổng thành pháo đài thành Esztergom, thành Győr, thành Gyulafehérvár (Alba Iulia, România) và thành Veszprém nhằm răn đe những ai có mưu đồ chống lại vị quân chủ trẻ tuổi.
Sau đó, Đại vương công István cho quân chiếm đóng lãnh địa của cố Công tước Koppány và ban thưởng nhiều thái ấp rộng lớn cho các người ủng hộ mình. Ông cũng truyền bắt dân sự sinh sống trên đất của Công tước Koppány phải đóng thuế thập phân cho Đan viện Pannonhalma, theo như lời trong sắc chỉ thiết lập đan viện được gìn giữ trong một cuốn thủ bản có chứa nội dung mạo nhập. Thư tịch trên cũng cho biết rằng vào thời điểm đó, "nước Hungary không có một giáo phận hay đan viện nào". Ngược lại, Giám mục Thietmar của Merseburg gần cùng thời thì cho rằng Đại vương công István đã "thiết lập một số giáo phận trong nước mình" trước khi lên ngôi vua. Nếu như lời tuyên bố trên là xác đáng, thì theo sử gia Thoroczkay Gábor, các địa phận được thiết lập vào thời điểm đó có khả năng cao là giáo phận Veszprém và giáo phận Győr.

### Đăng quang (1000–1001)

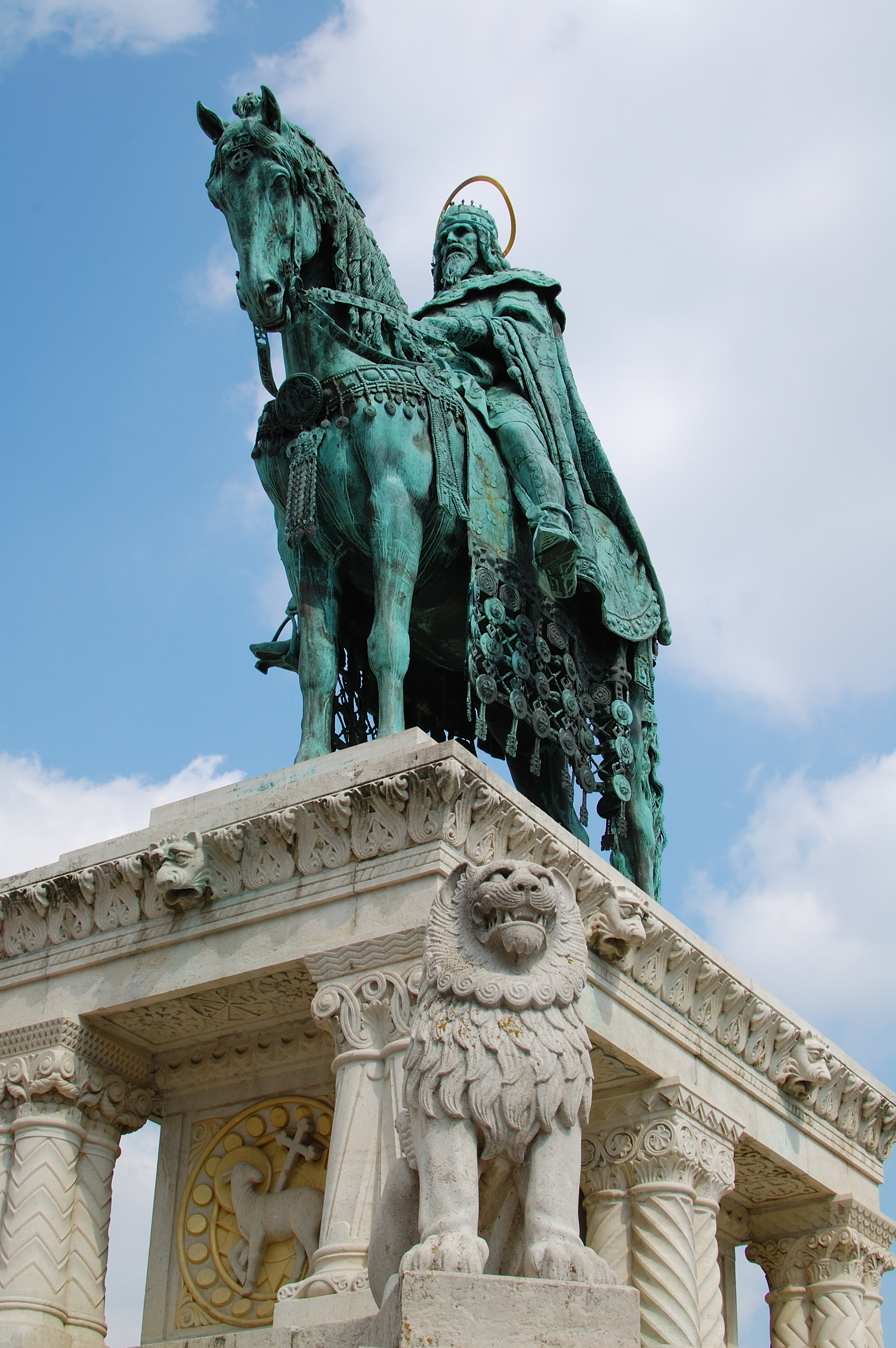
Tượng đài Vua thánh Stêphanô tại thành phố Budapest

Ngang qua việc bêu một phần xác Công tước Koppány tại thành Gyulafehérvár, thủ phủ của lãnh địa của Gyula Trẻ – chú ruột mình, Đại vương công István đã tuyên bố yêu sách cai trị trên đất của tất cả các lãnh chúa người Magyar. Ông cũng quyết định xưng vương để củng cố địa vị của mình trên trường quốc tế, tuy vậy cho đến nay giới học giả vẫn còn đang tranh cãi về bối cảnh chính xác của lễ đăng quang của Vua István I cũng như các hệ quả chính trị của sự kiện này.
Giám mục Thietmar của Merseburg viết rằng Vua István I chịu lấy vương miện để "nhận một ân huệ và đáp lại sự thúc giục" của Hoàng đế Otto III (ở ngôi 996–1002), hàm ý rằng Vua István I đã nhận vị Hoàng đế La Mã Thần thánh làm tôn chủ của mình trước cả khi lên ngôi vua. Ngược lại với tường thuật trên, tất cả các truyền thuyết về Nhà vua đều nhấn mạnh rằng ông đã nhận lấy vương miện do Giáo tông Silvester II (ở ngôi 999–1003) gửi đến. Bên cạnh đó, Kristó cùng nhiều sử gia khác khác đã nhấn mạnh một điều rằng vào thời điểm đó, Giáo tông Silvester II và Hoàng đế Otto III là đồng minh thân cận của nhau; điều này ngụ ý rằng cả hai tường thuật trên đều xác đáng, nghĩa là Vua István I "chịu lấy vương miện và lễ sắc phong" của Giáo tông nhưng với sự cho phép của Hoàng đế La Mã Thần thánh. Khoảng 75 năm sau khi sự kiện đăng quang diễn ra, Giáo tông Gregorius VII (ở ngôi 1075–1085) – người từng cho rằng mình có quyền bá chủ đối với nước Hungary, đã tuyên bố rằng Vua István I đã "dâng hiến" và "phó thác" Vương quốc Hungary "cho thánh Petrus" (nói cách khác là cho Tòa Thánh). Trong một lời chứng đối nghịch khác, cuốn Truyền thuyết lớn lại cho rằng Nhà vua đã phó dâng nước Hungary cho Đức Trinh nữ Maria. Nhiều sử gia thời hiện đại—bao gồm cả Engel Pál và Molnár Miklós–đều viết rằng Vua István I luôn luôn khẳng định chủ quyền của nước mình và không bao giờ thừa nhận bá quyền của Giáo tông hay của một đế quốc lân bang. Chẳng hạn, trong tất cả các bản hiến chương do Nhà vua lập, không có một bản nào đề năm thiết lập hiến chương theo năm trị vì của các hoàng đế cùng thời, thay vì là có đề trong trường hợp ông thực sự là chư hầu của họ. Hơn nữa, trong phần Tựa của Quyển I, Luật của Vua István I, Nhà vua đã tuyên bố rằng ông cai trị đất nước mình "theo ý muốn của Thiên Chúa".
Ngày Vua István I đăng quang cho đến nay vẫn chưa thể được xác định cách đích xác. Theo một truyền thống của người Hungary thời hậu thế, Nhà vua được gia miện vào ngày đầu tiên của thiên niên kỷ 2, có thể là nhằm ngày 25 tháng 12 năm 1000 hoặc là ngày 1 tháng 1 năm 1001. Các chi tiết về lễ đăng quang của Nhà vua được ghi trong cuốn Truyền thuyết lớn đề xuất rằng buổi lễ được cử hành theo nghi lễ đăng quang dành cho các quốc vương người Đức và diễn ra tại thành Esztergom hoặc là thành Székesfehérvár. Trong buổi lễ, Vua István I được lãnh phép xức dầu phong vương. Bức chân dung của Vua István I, được thêu trên áo choàng hoàng gia của chính ông, mô tả chiếc vương miện của ông là loại vương miện có chóp dạng vòm và được trang trí bằng nhiều thứ đá quý, tương tự như mũ miện của hoàng đế La Mã Thần thánh.
Một trong những thứ được Vua István I coi như biểu tượng của vương quyền mình bên cạnh chiếc vương miện vương thất đó là một cây giáo có treo một lá cờ. Chẳng hạn, ông cho khắc dòng chữ LANCEA REGIS (n.đ. 'cây giáo của vua') cùng hình ảnh cánh tay cầm cây giáo có treo một lá cờ trên loạt xu đầu tiên của vương triều mình. Theo tác giả Adémar de Chabannes cùng thời, cây giáo là vật được Hoàng đế Otto III trao cho cha của Vua István I để trở nên vật làm chứng cho quyền "sở hữu quốc gia cách tự do nhất" đã được dành cho ông. Nhà vua sử dụng nhiều danh hiệu trong các hiến chương được lập dưới thời của mình, bao gồm Ungarorum rex (n.đ. 'vua của người Magyar'), Pannoniorum rex (n.đ. 'vua của người Pannonia'), Hungarie rex (n.đ. 'vua nước Hungary').

### Củng cố quyền lực (1000–k.1009)
Mặc Vua Istvan I đã nắm trong tay quyền lực từ trước khi đăng cơ, tuy vậy buổi lễ đăng quang làm Quốc vương Hungary đã khẳng định tính chính danh của ông, một vị quân chủ Kitô giáo có được vương quyền "nhờ hồng ân Thiên Chúa", trong mắt các dân thiên hạ. Tất cả các truyền thuyết về Vua István I đều ghi nhận rằng không lâu sau ngày lễ đăng quang, Nhà vua đã thiết lập một tổng giáo phận với tòa giám mục đặt tại thành Esztergom. Thông qua động thái này, Nhà vua đảm bảo rằng Hội thánh tại Hungary là độc lập với các giám mục của Đế quốc La Mã Thần thánh. Cứ liệu sớm nhất về một vị Tổng giám mục Tổng giáo phận Esztergom có tên là Domonkos được tìm thấy trong sắc chỉ thiết lập đan viện tòng thổ Pannonhalma từ năm 1002. Theo sử gia Thoroczkay Gábor,  Vua István I đã thiết lập một địa phận nữa vào năm 1001, đó là Giáo phận Kalocsa. Nhà vua đã mời gọi nhiều linh mục ngoại quốc đến nước mình để loan báo Tin Mừng cho dân sự. Các vị phụ tá của cố Giám mục Adalbertus thành Praha, trong số đó có Linh mục Radla và Linh mục Astrik, đã đến Hungary vào những năm đầu của triều đại Vua István I. Sự kiện một "Tổng giám mục của người Magyar" đến tham dự công nghị tại Frankfurt vào năm 1007 cùng sự kiện Tổng giám mục Astrik của Esztergom làm lễ cung hiến bàn thờ tại một ngôi thánh đường thuộc thị trấn Bamberg vào năm 1012 đã chứng minh cho mối tương quan tốt đẹp giữa các giám mục dưới thời Vua István I và hàng giáo sĩ của Đế quốc La Mã Thần thánh.
Việc dẫn dắt vương quốc Hungary để trở nên một quốc gia Kitô giáo là một trong những mối bận tâm chính yếu của Vua István I xuyên suốt vương triều của mình. Mặc dù việc dân Magyar cải đạo Kitô giáo đã diễn ra từ thời cha ông còn tại vị, tuy nhiên sau khi Vua István I lên trị vì, ông đã buộc các dân sự của mình phải từ bỏ các nghi lễ ngoại giáo. Các hoạt động lập pháp dưới triều của ông đi sâu sát với giáo lý Kitô giáo; chẳng hạn, Quyển 1, Luật của Vua István I – bộ luật được thiết lập vào những năm đầu của vương triều – có chứa một số điều khoản quy định việc cử hành các ngày lễ kính cũng như về việc cử hành bí tích Hòa giải cho những ai sắp qua đời. Một số luật khác trong Bộ luật Vua István I có thể kể đến như luật bảo vệ quyền sở hữu tài sản, luật bảo vệ quyền thừa kế của các quả phụ và trẻ mồ côi, và luật điều chỉnh thân phận của các nông nô.
Bất kỳ ai đã ra cứng lòng—xin Chúa đừng để điều này xảy ra với bất kỳ một Kitô hữu nào—đến nỗi không chịu xưng tội theo lời khuyên của một linh mục sẽ phải chết như một kẻ ngoại đạo mà không có thánh lễ an táng và các họ hàng của người đã khuất sẽ không làm phúc bố thí để cầu nguyện cho người ấy. Còn nếu như các họ hàng của người ấy không thể mời một linh mục và để cho người ấy phải chết khi chưa xưng tội, thì sau khi người ấy qua đời, các người thân thích phải nên cầu nguyện và làm phúc bố thí cho người ấy, cùng phải giữ chay theo sự minh xét của các linh mục hầu rửa sạch lỗi lầm do khinh suất của mình. Đối với bất kỳ ai chết cách bất đắc kỳ tử, các mục tử phải làm lễ an táng cho người ấy theo thể thức của Hội thánh, vì sự phán xét riêng của Chúa thì người ta chẳng thể nào biết được.— Luật của Vua István I

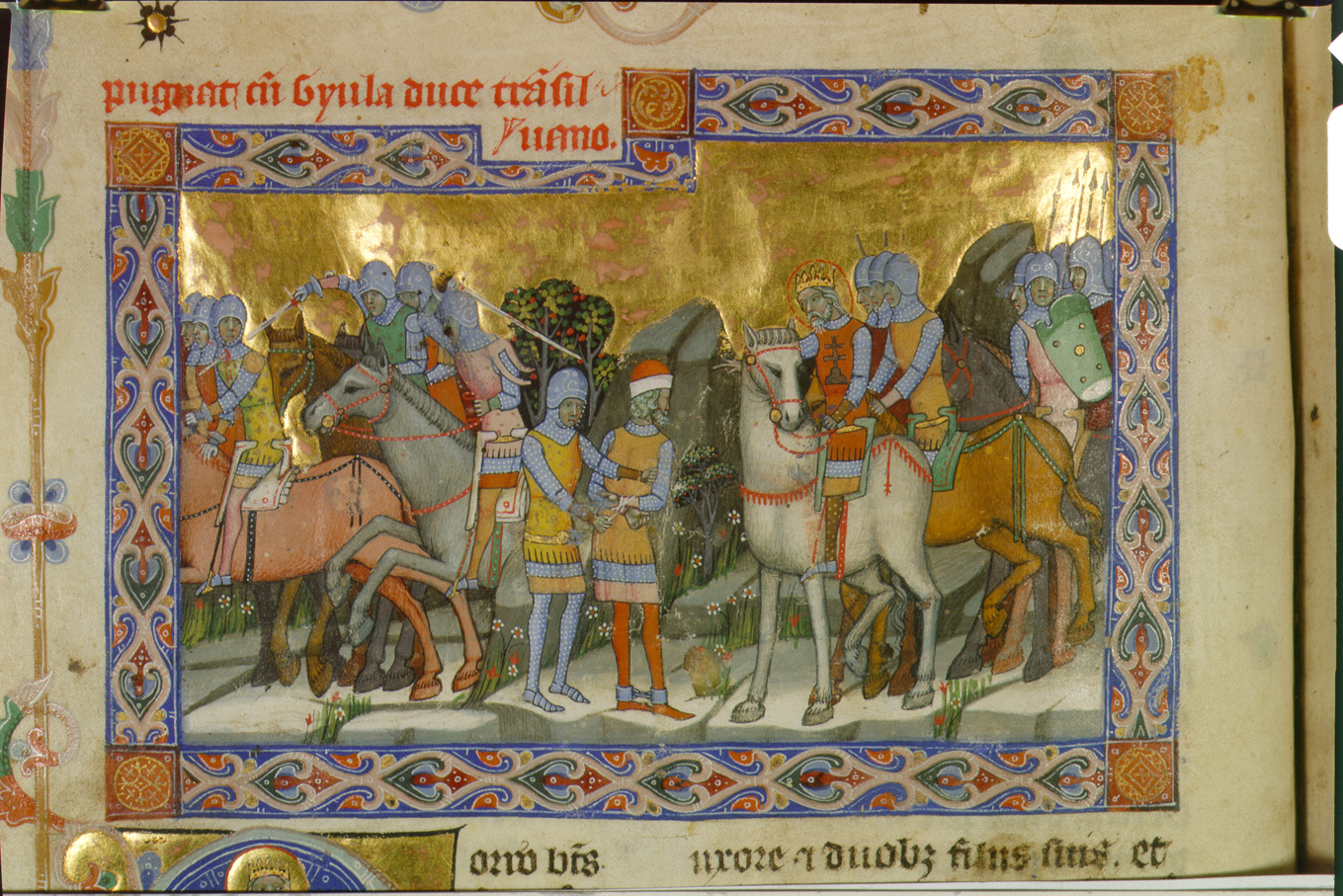
Quân lính của Vua István I bắt sống được Gyula Trẻ – bác ruột Nhà vua.

Rất nhiều lãnh chúa người Magyar không chấp nhận quyền bá chủ của Vua István I, ngay cả sau khi ông đăng cơ. Về phần Nhà vua, trước hết, ông gây mối thù với bác ruột mình là Công tước Gyula Trẻ – vị lãnh chúa được cho là có lãnh địa "rộng và giàu có nhất" nước Hungary theo lời kể của Biên niên sử bằng tranh: Vua István I xâm lược xứ Transilvania rồi bắt giam Công tước Gyula cùng gia quyến vào khoảng năm 1002 hay là năm 1003. Biên niên sử Hildesheim cho biết, sau khi chiếm được lãnh địa của bác mình, Vua István I đã cưỡng bức người dân trong xứ này cải sang Kitô giáo. Cũng nhờ dữ kiện này, giới sử gia đã nhất trí rằng Giáo phận Transilvania được thiết lập vào thời điểm trên. Nếu như phép đồng nhất hóa Công tước Gyula với một nhân vật khác có tên Prokui (bác ruột của Vua István I theo lời kể của Giám mục Thietmar của Merseburg) do các sử gia Kristó, Györffy cùng một số sử gia khác đề xuất là xác đáng, ta có thể nói rằng Công tước Gyula về sau đã vượt ngục thành công và chạy trốn về đất của Công tước Bolesław I Dũng cảm (ở ngôi 992–1025) ở Ba Lan.
Lãnh thổ [của Công tước Bolesław Dũng cảm] có một tòa thành nằm gần ranh giới [giữa Ba Lan và] xứ người Magyar. Vị trấn thủ thành là Lãnh chúa Prokui, một người bác ruột của Vua Hungary. Trong quá khứ cũng như mới đây, ông Prokui bị Vua [Hungary] trục xuất khỏi lãnh địa mình, còn vợ ông thì bị bắt làm tù nhân. Khi Prokui không thể giải thoát cho vợ mình, thì người cháu của ông đã truyền cho vợ ông được phóng thích vô điều kiện, ngay cả khi người cháu ấy là kẻ thù của Prokui. Tôi chưa từng nghe danh người nào tỏ ra điềm tĩnh như vậy trước một kẻ thù bại trận. Bởi vậy, Thiên Chúa đã ban cho Nhà vua từ vinh quang nọ đến vinh quang kia, không chỉ ở nơi tòa thành trên mà còn ở nhiều tòa thành khác nữa.— Thietmar của Merseburg, Chronicon

Khoảng 100 năm sau, biên niên sử gia Gallus Anonymus cũng đề cập đến nhiều cuộc xung đột vũ trang giữa Vua István và Công tước Bolesław, chẳng hạn việc Công tước Boleslav "đánh bại người Magyar trên chiến trường và trở thành chủ nhân của toàn bộ vùng đất người Magyar kéo dài đến tận sông Danube". Sử gia Györffy cho rằng tường thuật của vị biên niên sử gia nhắc đến việc người Ba Lan chiếm đóng thung lũng sông Morava—một nhánh của sông Danube—vào thập niên 1010. Ngược lại, Biên niên sử Ba Lan–Hungary lại ghi nhận rằng vào đầu thế kỷ 11, vị Công tước Ba Lan đã chiếm cứ nhiều vùng đất to lớn ở phía bắc sông Danube và phía đông sông Morava, kéo dài cho đến thành Esztergom.  Theo sử gia người Slovak Ján Steinhübel, Biên niên sử Ba Lan–Hungary đã chứng tỏ một điều, rằng phần lớn lãnh thổ nước Slovakia ngày nay từng nằm dưới quyền cai trị của vua chúa Ba Lan giữa hai mốc thời gian là năm 1002 và năm 1030. Trái ngược với vị sử gia người Slovak, sử gia Györffy lại cho rằng cuốn biên niên sử Biên niên sử Ba Lan–Hungary, nơi mà "những mẩu thông tin phi lý nối đuôi nhau", có nội dung mâu thuẫn với tất cả các sự kiện được ghi nhận trong nhiều sử liệu từ thế kỷ 11.

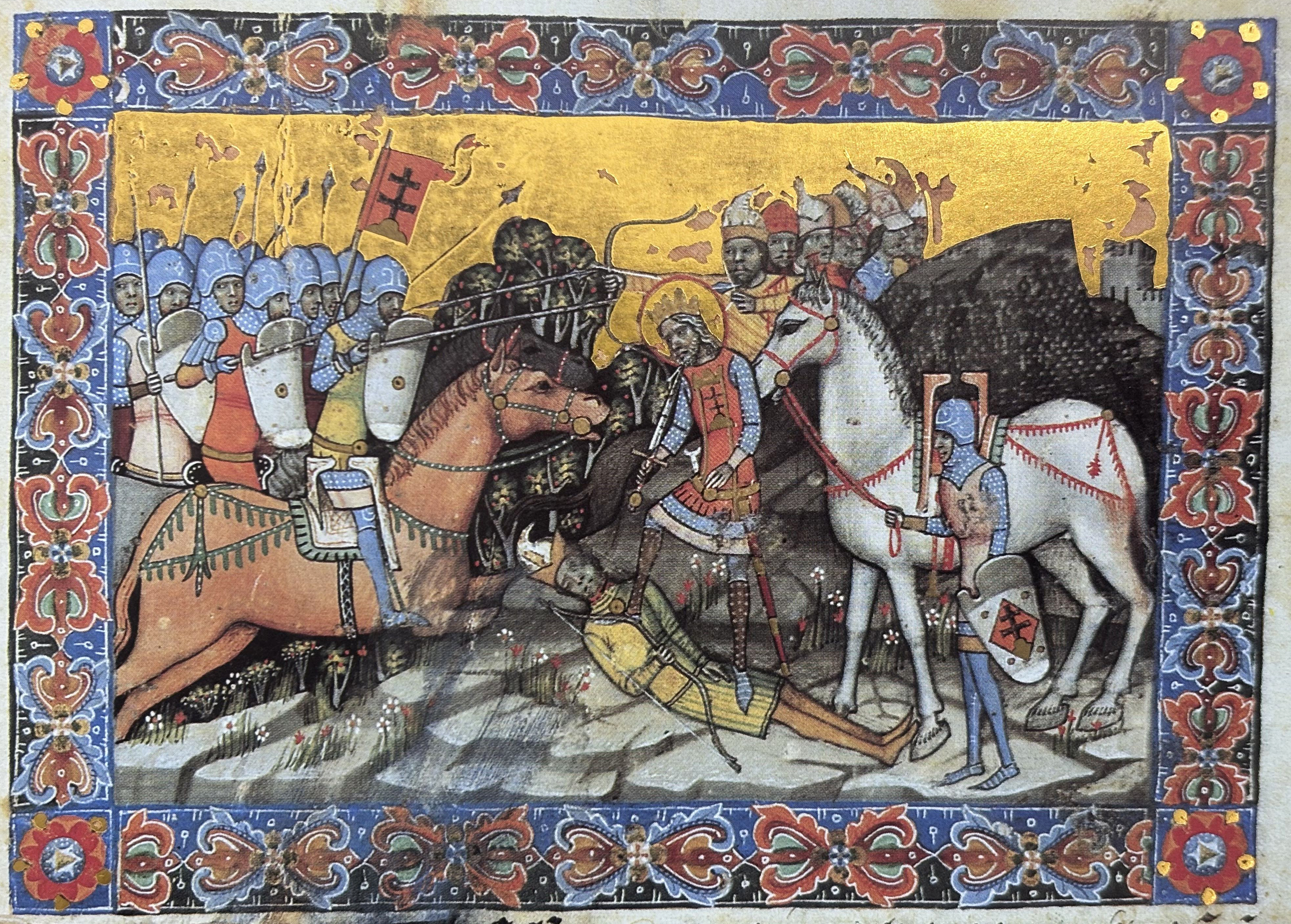
Vua István I đánh bại ông Keán – "Công tước của các dân Bulgaria và Slav"

Theo cuốn Biên niên sử bằng tranh, sau khi chiếm được lãnh địa của Công tước Gyula, Vua István I đã "dẫn quân lính của mình tiến đánh lãnh thổ ông Keán, Công tước của các dân Bulgaria và Slav, vốn có vị trí tự nhiên thuận lợi cho việc phòng thủ". Một số sử gia, trong đó có Lenkey Zoltán và Thoroczkay Gábor, cho rằng Công tước Keán là thủ lãnh của một quốc gia nhỏ ở phía nam xứ Transilvania, và đất nước của ông bị Vua István I thôn tính vào khoảng năm 1003. Các sử gia khác, trong đó có Györffy, thêm rằng phần ký thuật trong cuốn biên niên sử đã góp phần bảo tồn ký ức về cuộc chiến của Vua István I nhằm chống lại Đế quốc Bulgaria vào cuối thập niên 1010.